# Aïn Babouche
Aïn Babouche (în arabă عين ببوش) este o comună din provincia Oum El-Bouaghi, Algeria.
Populația comunei este de 16.129 de locuitori (2008).